# 밀실
밀실(密室)은 밀폐된 방이다. 밀폐라고해도 공기를 차단하고 있다는 의미가 아니라, 외부에서 사람이 침입할 수 없다는 뜻이다. 그러나 출입구가 없는 것은 아니다. 추리 소설에 자주 등장한다.